# Lászlófalva (Szlovákia)
Lászlófalva (szlovákul Laclavá) Turócábrahámfalva településrésze, korábban önálló falu Szlovákiában, a Zsolnai kerületben, a Stubnyafürdői járásban.

## Fekvése
Turócábrahámfalvától 1,5 km-re délkeletre, Turócszentmártontól 17 km-re délnyugatra, a Turóc bal partján fekszik.

## Története
A település 1250 körül keletkezett azon a területen, melyet IV. Béla király Pyuk fiainak adományozott. 1326-ban „Pyuk” néven említik először. 1335-ben „Bobovnik”, 1343-ban „Pyukfalva”, 1353-ban „Babonok”, 1361-ben „Bobonuk”, 1380-ban „villa Ladislai” 1381-ben „Bobownuk” néven írják. A 15. századtól részben a Dávid, Jazernich és Parik családok tulajdonában állt. 1401-ben „Laczloufalua”, 1429-ben „Bobownik a. n. Lászlófalva”, 1467-ben „Villa Laczlaw et Bobownik”, 1514-ben „Lazlofalwa”, 1523-ban „Waczlawowa villa” néven szerepel a különféle írott forrásokban. A 16. század első felében csak majorként említik. Birtokosai a Velics és Csertő családok egészen a 18. századig. 1787-ben az első népszámláláskor 36 házában 253 lakos élt.
A 18. század végén Vályi András így ír róla: „LÁSZLÓFALVA. vagy Lászfalva. Elegyes tót falu Túrócz Várm. magyar Nemesek is laknak benne, földes Urai Velics, és Ördög Uraságok, lakosai evangelikusok, fekszik Tót Prónához 1 órányira, határja termékeny, erdeje elég, a’ helység mellett egy dombon vagyon egy régi Templom, de már le omlott félben van, vagynak benne egynehány szép házak is, vagyonnyaikat, ’s fözelékjeiket is el árúllyák Mosóczon fél órányira.”
1828-ban 24 ház és 206 lakos volt a községben.
Fényes Elek 1851-ben kiadott geográfiai szótárában így ír a településről: „Lászlófalva (Laszlova), tót falu, Thurócz vmegyében, a Thurócz vize mellett: 96 kath., 110 evang. lak. A falu mellett van egy omladozott templom. F. u. többen. Ut. posta Rudno 1 1/4 óra.”
A trianoni diktátumig Turóc vármegye Stubnyafürdői járásához tartozott.
1991-ben csatolták Turócábrahámfalvához.

## Népessége
1910-ben 171, túlnyomórészt szlovák anyanyelvű lakosa volt.

## Nevezetességei
- A településen hat egykori kúria található, az egyik közülük a 16. század első felében épült.

## Külső hivatkozások
- Lászlófalva a térképen

## Lásd még
- Turócábrahámfalva
- Mezőpatak